# Виланова Санта Маргерита (Венеција)
Виланова Санта Маргерита је насеље у Италији у округу Венеција, региону Венето.
Према процени из 2011. у насељу је живело 839 становника. Насеље се налази на надморској висини од 5 м.